# Бомбелли (лунный кратер)
Кратер Бомбелли (лат. Bombelli) — маленький ударный кратер, расположенный в гористой местности к северу от Залива Успеха на видимой стороне Луны. Название дано в честь итальянского математика, инженера-гидравлика Рафаэля Бомбелли (1526—1572) и утверждено Международным астрономическим союзом в 1976 г.

## Описание кратера
Ближайшими соседями кратера являются кратер Аббот на западе-северо-западе; кратеры Дейли и Аполлоний на востоке; кратер Картан на востоке-юго-востоке; кратер Амегино на юго-востоке и кратер Смитсон на юго-западе. Селенографические координаты центра кратера 5°17′ с. ш. 56°11′ в. д. / 5,28° с. ш. 56,19° в. д., диаметр 9,7 км, глубина 1,8 км.
Кратер имеет чашеобразную форму с небольшим участком плоского дна диаметр которого составляет четверть от диаметра кратера. В южной-юго-западной части имеется небольшой выступ. Высота вала над окружающей местностью составляет 370 м.
До своего переименования в 1976 г. назывался сателлитным кратером Аполлоний T.
Кратер Бомбелли включен в список кратеров с темными радиальными полосами на внутреннем склоне Ассоциации лунной и планетарной астрономии (ALPO).

## Сателлитные кратеры
Отсутствуют.